# Кітаґава Хікару
Кітаґава Хікару (яп. 北川 ひかる; нар. 10 травня 1997) — японська футболістка. Вона грала за збірну Японії.

## Клубна кар'єра
У 2015 році дебютувала в «Урава Редз». В 2018 року вона перейшла до «Альбірекс Ніїґата».

## Кар'єра в збірній
У червні 2017 року, її викликали до національної збірної Японії на Algarve Cup. На цьому турнірі, 1 березня, вона дебютувала в збірній у поєдинку проти Іспанії. У 2017 році зіграла 5 матчів в національній збірній.

## Статистика виступів
| Збірна Японії | Збірна Японії | Збірна Японії |
| Рік           | Матчі         | Голи          |
| ------------- | ------------- | ------------- |
| 2017          | 5             | 0             |
| Загалом       | 5             | 0             |